# حمید شهریاری
حمید شهریاری (زاده دی ۱۳۴۲ تهران) روحانی ایرانی است که از سال ۱۳۹۸ به‌عنوان‌ دبیرکل مجمع جهانی تقریب مذاهب اسلامی  و از سال ۱۳۹۱ به‌عنوان عضو حقیقی شورای عالی فضای مجازی فعالیت می‌کند. وی از سال‌ ۱۳۷۷ تا ۱۳۹۹ رئیس مرکز تحقیقات کامپیوتری علوم اسلامی و از سال ۱۳۸۸ تا ۱۳۹۸ رئیس مرکز آمار و فناوری اطلاعات قوه قضائیه بوده‌است‌.

## زندگی
وی در کنار تحصیل، به تدریس دروس حوزوی شامل ادبیات، منطق، کلام، فقه و اصول اشتغال داشت و پس از طی دوره آموزشی سطح، به مدت ده سال در درس خارج فقه و اصول استادانی همچون آیات عظام سید کاظم حائری و شیخ جواد تبریزی، به‌طور مستمر شرکت کرد. از همان ابتدا به درس فلسفه و منطق علاقه داشت.
در همین سال‌ها با مسافرت یک ساله به کشور نیوزیلند به‌ عنوان نمایندهٔ ایران برای نظارت بر ذبح شرعی به مأموریت تبلیغی رفت و بعد از بازگشت از سفر، ضمن ادامه دروس حوزه، به مطالعه و تحقیق در علوم عقلی جدید از جمله کلام جدید، فلسفه اخلاق، فلسفهٔ دین، منطق جدید، الهیات مسیحی و یهودی و علوم وابسته به آن‌ها در بنیاد باقر العلوم (علیه السلام) همّت گماشت. هم‌زمان در دانشگاه تربیت مدرس قم پذیرفته‌ شد و کارشناسی ارشد الهیات و معارف اسلامی را با نگارش رساله‌ای با عنوان «شورا در فتوا» به پایان رساند. این اثر بعدها به عنوان پژوهش برتر در حوزه دین نائل شد.
شهریاری از سال ۱۳۷۷ تا ۱۳۹۹ ریاست مرکز تحقیقات کامپیوتری علوم اسلامی قم را بر عهده داشت. نور الانوار نام یکی از نرم‌افزارهای تولیدی این مرکز است که در سال ۱۳۷۸ رتبه دوم تحقیقات کاربردی را در جشنواره خوارزمی بدست آورد. شهریاری، دکترای فلسفه تطبیقی را در دانشگاه قم گذراند و با سفری یک ساله به عنوان دانشجوی مدعو در دانشگاه منچستر در سال ۱۳۸۱ به نگارش اثر فلسفه اخلاق در تفکر غرب از دیدگاه السدیر مک اینتایر، پرداخت، که کتاب برتر دانشگاهی سال ١٣۸۵ شد. او ریاست مرکز تحقیق و توسعه علوم انسانی (سازمان سمت)، مدیریت شبکه اطلاع‌رسانی (اینترنت) حوزه و دبیری شورای عالی اطلاع‌رسانی کشور را نیز در کارنامه اجرایی خود دارد و طی دو دوره از سوی سید علی خامنه‌ای به عنوان عضو حقیقی «شورای عالی فضای مجازی» انتخاب شده‌است‌.
او به مدت ده سال معاون رئیس قوه قضائیه و رئیس مرکز آمار و فناوری اطلاعات این قوه بود. در زمان مدیریت ایشان قوه قضائیه شاهد تحولات گسترده‌ای در حوزه فناوری اطلاعات بود. تأسیساتی چون ابلاغ الکترونیک، سامانه پابند الکترونیکی زندانیان، دفاتر خدمات الکترونیک قضائی، سامانه جامع آماری، سامانه ثبت نام الکترونیک (ثنا)، و شبکه ملی عدالت از جمله ۵۰ طرحی است که ذیل عنوان «عدالت الکترونیک» در زمان مدیریت وی در قوه قضائیه محقق گردید.
وی به دلیل نگارش کتاب فلسفه اخلاق در تفکر غرب در سال ۱۳۸۶ موفق به دریافت جایزه کتاب سال جمهوری اسلامی ایران شد.
در سال ۱۳۸۸ اولین سند راهبردی جامعه اطلاعاتی ایران با ویرایش او به چاپ رسیده‌ است.
در سال ۹۱ تدریس خارج فقه را با موضوع «فقه فناوری‌های نوین» در حوزه علمیه قم شروع کرد که تا کنون به صورت مستمر ادامه دارد. موضوع این تدریس در سال ۹۱، «احکام کلی فناوری‌های نوین و فناوری اطلاعات و ارتباطات»، در سال ۹۲ و ۹۳ «فقه حریم خصوصی» و در سال ۹۴ «دفاع الکترونیکی و امنیت در فضای مجازی» بوده‌است. حاصل تدریس «فقه حریم خصوصی» به سال ۱۳۹۷ منتشر گردید. از سال ۹۵ درس خارج فقه القضاء و از سال ۹۷ درس خارج کتاب الخمس را شروع کرد. 
وی از سال ۱۳۸۴ تا ۱۳۹۰ و زمان الحاق شورای عالی اطلاع‌رسانی به شورای عالی فضای مجازی، سمت دبیری این شورا را بر عهده داشت.